# Condado de la Mesada
El condado de la Mesada es un título nobiliario español creado el 1 de octubre de 1923 por el rey Alfonso XIII a favor de María de la Concepción Quijano y Quijano, viuda de Manuel del Rivero y Collada,
Este título fue rehabilitado en 1982 por José Luis del Rivero y Schnaider.

## Condes de la Mesada
|                                  | Titular                                  | Periodo                   |
| Creación por Alfonso XIII        | Creación por Alfonso XIII                | Creación por Alfonso XIII |
| -------------------------------- | ---------------------------------------- | ------------------------- |
| I                                | María de la Concepción Quijano y Quijano | 1923-1947                 |
| Rehabilitación por Juan Carlos I |                                          |                           |
| II                               | José Luis del Rivero y Schnaider         | 1982-2000                 |
| III                              | Álvaro López de Carrizosa y del Rivero   | 2000-2020                 |
| IV                               | Álvaro López de Carrizosa y Moreno       | 2021-actual titular       |

## Historia de los condes de la Mesada
- María de la Concepción Quijano y Quijano (1862-1947), I condesa de la Mesada.[1]

Se casó con Manuel del Rivero y Collada.
Rehabilitado en 1982 por
- José Luis del Rivero y Schnaider, II conde de la Mesada.[1] En 10 de mayo de 2000 le sucedió:[1]

- Álvaro López de Carrizosa y del Rivero (n. en 1946), III conde de la Mesada.[2][1]

Se casó con Aurora Moreno y Fernández-Figares. Le sucedió su hijo:
- Álvaro López de Carrizosa y Moreno, IV conde de la Mesada.[3]